# Корнель де Ліон

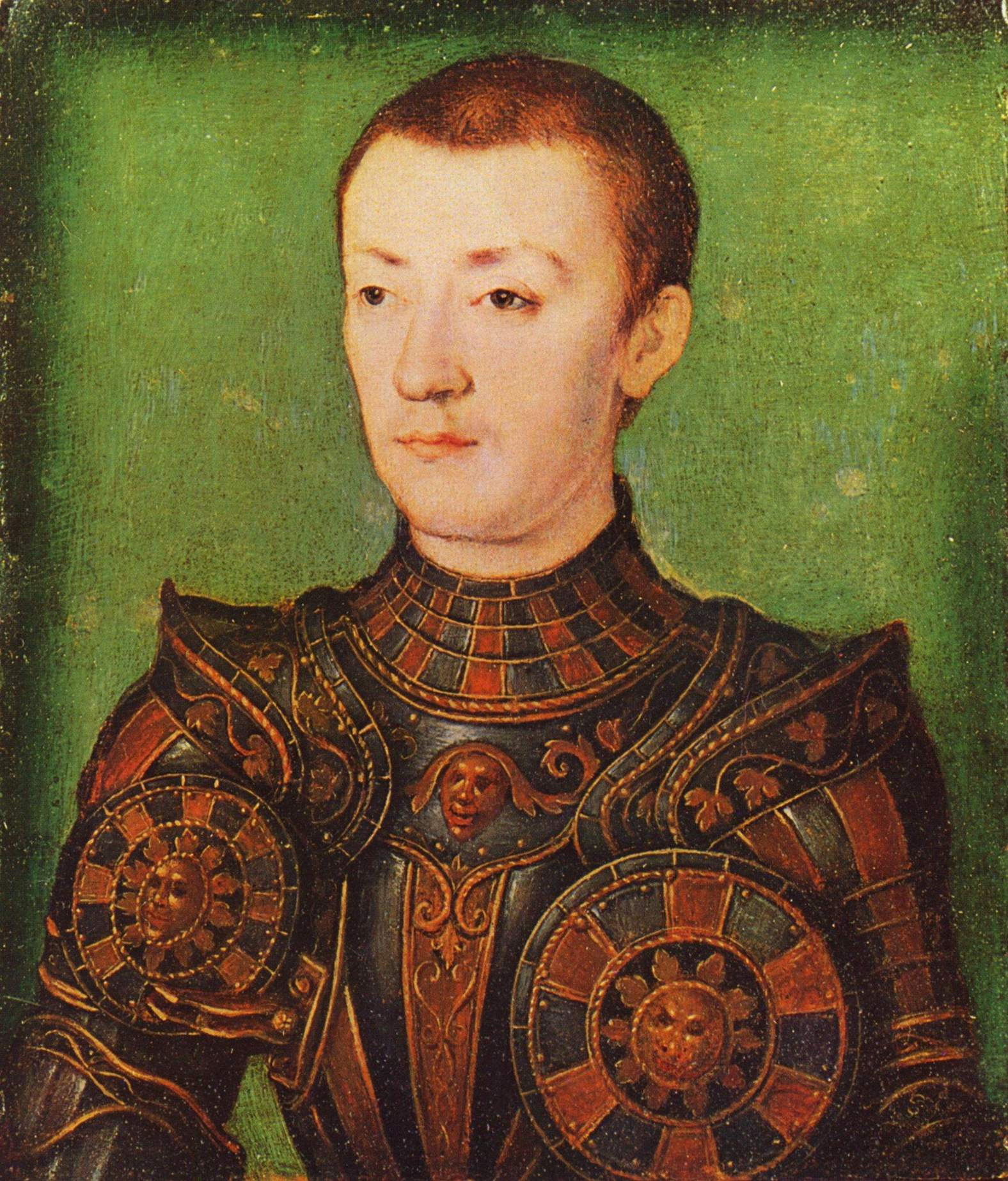
Портрет Генриха II, біля 1536

Корне́ль де Ліо́н (нід. Corneille de Lyon, бл. 1500, Гаага — 8 листопада 1575, Ліон) — французький художник, виходець із Нідерландів.

## Біографія

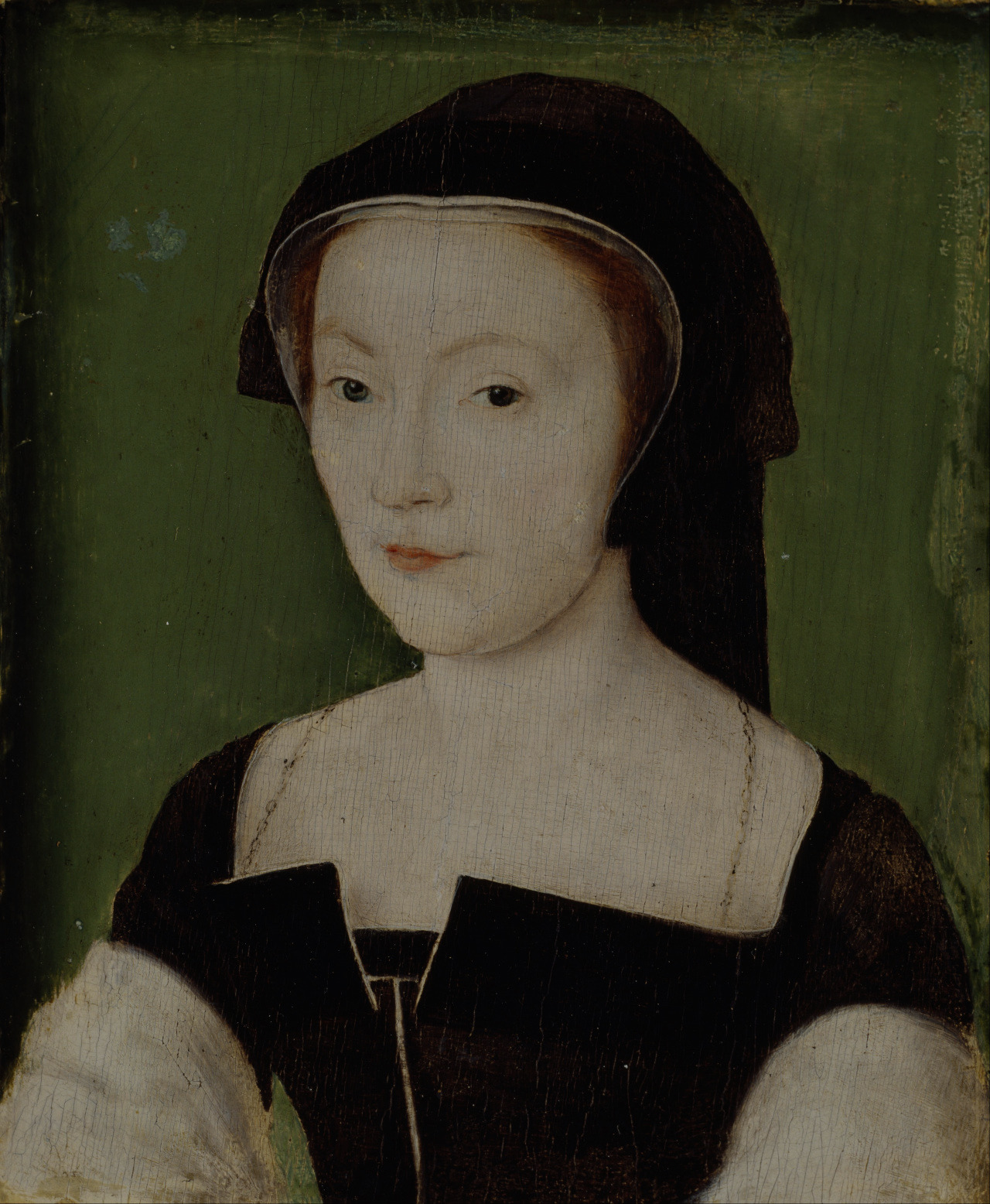
Портрет Марії де Гіз

Відомості про біографії художника украй мізерні. Перша згадка про нього відноситься до 1534, і в цей час він вже перебував у Ліоні. Відомо, власне кажучи, лише його ім'я Корнель: де Ліон — це прізвисько за місцем проживання, дане йому в XIX ст. біографом Анрі Бушо. У Франції його — за місцем народження — звали Корнель з Гааги, Корнель де ла Е (фр. Corneille de La Haye).

## Положення
Став придворним художником короля Генріха II і Катерини де Медічі. У 1551 він згадується як мажордом короля. У майстерні Корнеля працювали його син і дочка.

## Спадщина
Роботи Корнеля — мініатюри розміром з поштову листівку. Судячи по великій кількості згадуваних копій, він був у великій моді. Роботи художника знаходяться в музеях Версаля, Парижа, Відня, Лондона, Санкт-Петербурга, Нью-Йорка, Бостона.